# Otto Kübler (Maler)
Otto Kübler (* 14. Juli 1907 in Böblingen; † 26. Mai 1992 in Marbach am Neckar) war ein deutscher Heimat- und Tiermaler.

## Leben
Otto Kübler war der Sohn eines Stadtakzisors (Steuereinnehmers). Seine Kindheit verbrachte er in Großbottwar. 1914 zog die Familie nach Nürtingen. Hier kam er zur Schule, besuchte bis zu seiner Konfirmation das Realprogymnasium und begann dann als Schriftsetzerlehrling beim Nürtinger Tagblatt (heute Nürtinger Zeitung). Doch diese Arbeit füllte ihn nicht aus, etwas selbst zu gestalten war schon immer sein Wunsch. Als sich ihm die Gelegenheit bot, das Holzschnitzen in einer Möbelfabrik zu erlernen, griff er zu. Am Feierabend beschäftigte er sich mit dem Schnitzen von Tieren. In der schwierigen Zeit nach dem Ersten Weltkrieg war es für ihn schwer, sich weiterzubilden. Nur ein Semester lang konnte er deshalb die Kunstgewerbeschule in Stuttgart besuchen. Da die Tiere, die er schnitzen wollte, zuerst gezeichnet werden mussten, beschäftigte er sich auch mit der Malerei. Als er Ende der 1920er-Jahre arbeitslos wurde, begann er zu malen. Neben Landschaften waren vor allem vor allem Tiere sein Lieblingsmotiv. Damit begann auch sein eigentliches Selbststudium, das ihn zu einem wahren Künstler in der Tiermalerei werden ließ. Als Soldat auf dem Balkan und in Griechenland im Zweiten Weltkrieg hielt er mit Zeichenstift und Kohle Landschafts- und Tierbilder fest, wenn es ihm die Zeit erlaubte. Aus dem Krieg heimgekehrt, richtete er sich in seinem Haus in Nürtingen ein kleines Atelier ein. 1964 zog er mit seiner Schwester Hedwig wieder zurück nach Grossbottwar. Dort setzte er sein künstlerisches Werk in der Natur um Wunnenstein und Harzberg fort. Nach einem dreijährigen Aufenthalt im Seniorenstift in Marbach starb Otto Kübler am 26. Mai 1992.

## Ausstellungen
Eine erste Ausstellung seiner frühen Bilder fand noch vor dem Zweiten Weltkrieg im Nürtinger Gymnasium statt und machte ihm Mut für die weitere Arbeit als freischaffender Künstler. Ausstellungen in der Nürtinger Stadthalle machten Otto Kübler mit seinen Tier- und Landschaftsbildern von den Schafweiden um den Hohenneuffen oder von der Balinger Alb populär, zumal er in seiner Bescheidenheit für seine Bilder sehr niedrige Preise ansetzte. Mit einer Ausstellung von über 50 Bildern im Ludwigsburger Landratsamt im Frühjahr 1972 wurde er als Kunst- und Tiermaler über das Bottwartal hinaus bekannt. Eine große Ausstellung mit dem Lebenswerk Küblers fand 2007 anlässlich seines 100. Geburtstages im Foyer des Großbottwarer Rathauses statt.